# Team Handball Reggio Calabria
Il Team Handball Reggio Calabria è una associazione sportiva dilettantistica italiana di pallamano della città di Reggio Calabria nata nel giugno 2011.
Partecipa ai campionati federali e disputa le sue partite casalinghe presso il PalaBotteghelle di Reggio Calabria

## La fondazione
Nell'anno 2011, il "Team Handball Reggio Calabria" inizia ufficialmente la sua avventura. La presidenza è affidata a Giuseppina Palmenta, che iscrive la neonata nella Serie B, divisione Calabria.
Il Team Handball Reggio Calabria è affiliata alla FIGH e, successivamente, all'EPS CNS Libertas.
Il Team Handball Reggio Calabria è radicato nella comunità di Reggio Calabria e ha educato generazioni di atleti, accompagnandoli in tutto il percorso di crescita e di maturazione tipico degli sport di squadra.
Gli istruttori di pallamano sono tra i più esperti e qualificati della zona e sono sicuramente i più adatti a sviluppare il talento dei bambini che iniziano a giocare e dei ragazzi che vogliono raggiungere livelli di eccellenza.

## La storia
Nel campionato 2014/2015, la squadra maschile lotta per non essere rilegata tra le ultime in classifica. Tutt'altra cosa invece la squadra femminile.
La squadra del Mister Barbarello vince all'esordio contro la Pandosia HC  14-12, soprattutto grazie alla prestazione di Vallelonga che mette a segno 6 reti, e Scarfò che ne fa 3. Ottime anche le altre partite, che le permettono di conquistare una merita promozione in Serie A2 con il primato in classifica in Serie B.
La stagione 2015/2016, inizia male. Dopo la grandissima stagione scorsa, si decide in società di non iscrivere la squadra in A2, una scelta difficile che lascia una sensazione di sconfitta e soprattutto tanta amarezza.
Nel 2011, alla nascita del Progetto sportivo e sociale TH, la dirigenza ha deciso di scommettere anche sul movimento femminile (prima esperienza senior a Reggio Calabria), coscienti delle enormi difficoltà a cui si sarebbe andati incontro. Dopo questo quinquennio, ci si può ritenere orgogliosi di tale scelta e di tutte le ragazze che con umiltà e sacrificio si sono messe in gioco, facendo accrescere, giorno dopo giorno, la propria passione per lo Sport, per la Pallamano e per il Team Handball Reggio Calabria.
Ci sono stati momenti esaltanti e difficili in egual misura, ogni anno la scommessa di ricominciare quasi da zero per via di partenze, trasferimenti universitari o di lavoro delle ragazze, un totale di 49 atlete che hanno indossato la maglia del TH, km su km in Calabria, Puglia, Sicilia e Campania, l’orgoglio di aver partecipato per due anni ad un campionato nazionale.
Rimane l’amarezza, per il non essere riusciti ad attrarre investitori, con la voglia di scommettere sulla pallamano femminile a Reggio Calabria, di non aver scosso la città verso uno dei pochi campionati nazionali a cui una squadra locale partecipava.
Nel campionato 2016/2017, si decide in società di creare un'altra squadra oltre alla Senior Maschile. L'intenzione era quella di creare una squadra Under 16, con l'obiettivo fondamentale di far capire ai giovani il valore di questo sport. Vengono siglati vari accordi con scuole di Reggio Calabria e Villa San Giovanni, che si dimostrano molto interessati al progetto del TH.
La stagione inizia male. Sia la U/16, sia la Senior vengono sconfitte in trasferta a Terranova da Sibari, contro il Terranova, considerata la più forte squadra del girone.
Le partite successive vedono la vittoria del TH, in lotta per il campionato in tutte e due le categorie.

## Palmarès
- Campionato Serie B (pallamano femminile) 2014/2015
- Promozione in A2 maschile 2017/2018
- Campioni Regionali Under 17 maschile 2017/2018

## Attività Scolastica e Promozionale
Fin dalla sua nascita, il Team Handball Reggio Calabria, ha sviluppato tutta una serie di attività parallele a quelle agonistiche in un'ottica promozionale e di sviluppo della disciplina sportiva sul territorio.
Grazie alla stipula di apposite convenzioni, il TH ed i suoi tecnici hanno svolto in questi anni attività promozionale continuativa presso gli istituti di scuola secondaria di secondo grado ITT "Panella-Vallauri" e LS "A. Volta" di Reggio Calabria, IIS "Nostro-Repaci" di Villa San Giovanni (RC), facendo inserire per queste ultime due scuole, nelle sezioni ad indirizzo sportivo, la pallamano come modulo tra gli sport di squadra.
Ulteriori collaborazioni, attraverso attività progettuali di partner, si sono avute con le scuole primarie l'IC "Telesio-Montalbetti" di Reggio Calabria e IC "Marvasi-Vizzone" di Rosarno (RC).
Diverse sono state le iniziative svoltesi nelle piazze cittadine a cui il Team Handball ha partecipato, attraverso l'installazione di un campo da gioco e la conseguente animazione sportiva: "ColorArci di Diritti" ovvero un'intera giornata dedicata all'integrazione multietnica e alla conoscenza della diversità, "Notte Bianca dello Sport" promossa dal Comune di Reggio Calabria, "Dona il meglio" campagna di sensibilizzazione alla donazione del sangue, "Archi Sport - Gioco Educazione e Legalità", "Città in Macramè".
Menzione a parte per la straordinaria esperienza avuta con il Progetto "Calabria for Harambee", grazie al quale due tecnici del TH hanno trascorso dieci giorni presso il villaggio di Nyandiwa (Kenya) a fare da istruttori di pallamano ai bambini e ragazzi del territorio.